# ديفيد مور (لاعب رماية)
ديفيد مور (بالإنجليزية: David Moore) هو لاعب رماية أسترالي، ولد في 30 ديسمبر 1953 في سيدني في أستراليا.

## وصلات خارجية
- ديفيد مور على موقع أوليمبيديا (الإنجليزية)
- ديفيد مور على موقع اللجنة الأولمبية الأسترالية (الإنجليزية)
- ديفيد مور على موقع اتحاد ألعاب الكومنولث (مؤرشف) (الإنجليزية)